# モンディアル・ド・ロトモビル

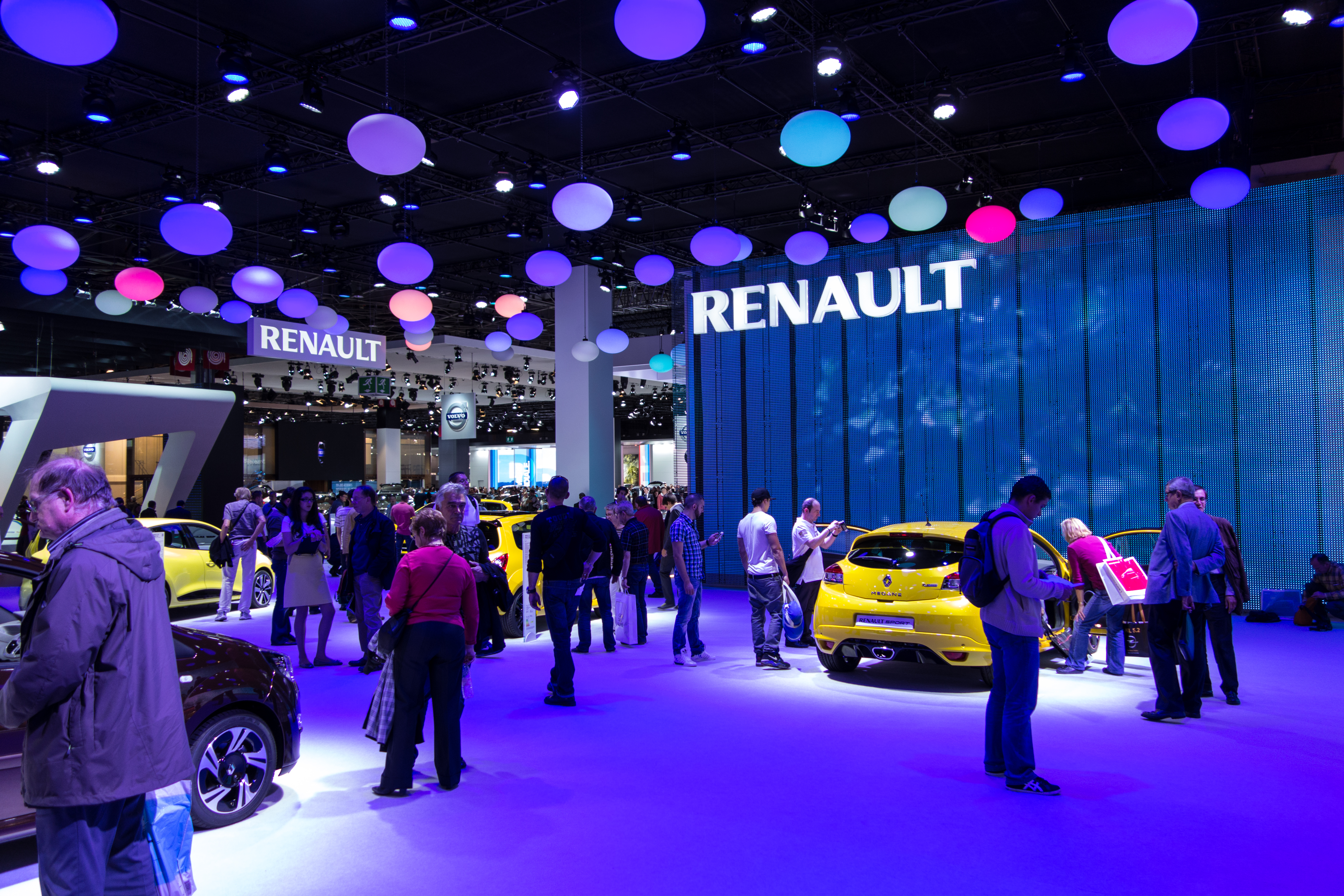
2014年

モンディアル・ド・ロトモビル (Mondial de l'Automobile) とは、フランス・パリで偶数年の9月末から10月半ばにかけて開催される大規模な国際自動車見本市（モーターショー）で、世界5大モーターショーの一つ。1986年以前はサロン・ド・ロト (Salon de l'Auto) の名称で開催され、日本でも長らく「パリサロン」と呼ばれ親しまれてきた。
1988年に現在の名称に改称された。日本では引き続きパリサロンと呼ばれるほか、改称後は東京モーターショーに準じパリモーターショーと呼ばれることがある。

## 2006年
2006年9月30日から10月15日までポルト・ド・ヴェルサイユ見本市会場にて開催。

## 2022年
2022年10月17日から2018年以来4年ぶりに開催。ルノーやステランティス傘下のプジョー、シトロエン、DS、ジープのほか、中国の比亜迪汽車、長城汽車、ベトナムのビンファストなどが出展を予定している一方で、ドイツ車やトヨタ、ホンダ、さらに現代自動車などが出展を見送り。出展企業も120社弱と2018年開催時から大幅に減少している。